# Marcial Lichauco
Marcial Primitivo Fernández Lichauco (27 de noviembre de 1902 - 4 de marzo de 1971) fue un abogado y diplomático filipino.

## Carrera
Hijo de Faustino Lichauco (1870-1930), miembro de la Revolución filipina de Emilio Aguinaldo, y Luisa Fernández y Arcinas (1873-1959). Estudió en la Central School establecida por  Estados Unidos en Manila, donde se graduó con notas sobresalientes. Realizó su Licenciatura en Artes de la Universidad de Harvard en 1923, siendo el primer graduado filipino de aquella . Vivió en Grays Hall durante su primer año. Más tarde estudió en la Escuela de Derecho Harvard y se graduó en 1926.
Lichauco viajó por los Estados Unidos pronunciando discursos para promover la independencia de Filipinas. Colaboró con Moorfield Storey para publicar "La conquista de Filipinas por los Estados Unidos", que llamó la atención sobre la Guerra filipino-estadounidense .
En la década de 1930, Lichauco fue secretario de la Misión OsRox, que viajó al Congreso de los Estados Unidos para instar a la aprobación de un proyecto de ley que otorgaba la independencia a Filipinas. Esto finalmente se convirtió en la Ley de Corte Hare-Hawes .
Lichauco pasó la Segunda Guerra Mundial en la Manila ocupada. Después de la guerra,  publicó "Querida madre Putnam" para documentar la vida cotidiana en la Manila ocupada por los japoneses.
En 1963, el presidente Diosdado Macapagal lo nombró embajador de Filipinas en el Reino Unido, Dinamarca, Noruega y Suecia, ocupando ese cargo hasta 1966.